# Cattedrale di Plzeň
La cattedrale di San Bartolomeo (o cattedrale di Plzeň o katedrála svatého Bartoloměje) è la chiesa cattolica maggiore di Plzeň e cattedrale della diocesi di Plzeň. Chiesa parrocchiale fino al 1993, divenne cattedrale con la creazione della diocesi.